# Migas lomasi
Migas lomasi är en spindelart som beskrevs av Wilton 1968. Migas lomasi ingår i släktet Migas och familjen Migidae. Inga underarter finns listade i Catalogue of Life.